# Rochefort-en-Terre
Rochefort-en-Terre (en bretó Roc'h-an-Argoed ) és un municipi francès, situat a la regió de Bretanya, al departament d'Ar Mor-Bihan. L'any 2006 tenia 733 habitants.

## Demografia
| 1962                                       | 1968 | 1975 | 1982 | 1990 | 1999 |
| ------------------------------------------ | ---- | ---- | ---- | ---- | ---- |
| 662                                        | 670  | 599  | 613  | 645  | 693  |
| Des de 1962: població sense dobles comptes |      |      |      |      |      |

## Administració
| Període   | Identitat             | Partit |
| --------- | --------------------- | ------ |
| 1977-1995 | René Belliot          |        |
| 1995-1999 | Marie-Thérèse Le Brun |        |
| 1999-2001 | Lucianne Abgrall      |        |
| 2001-     | Jean-François Humeau  |        |

## Galeria d'imatges

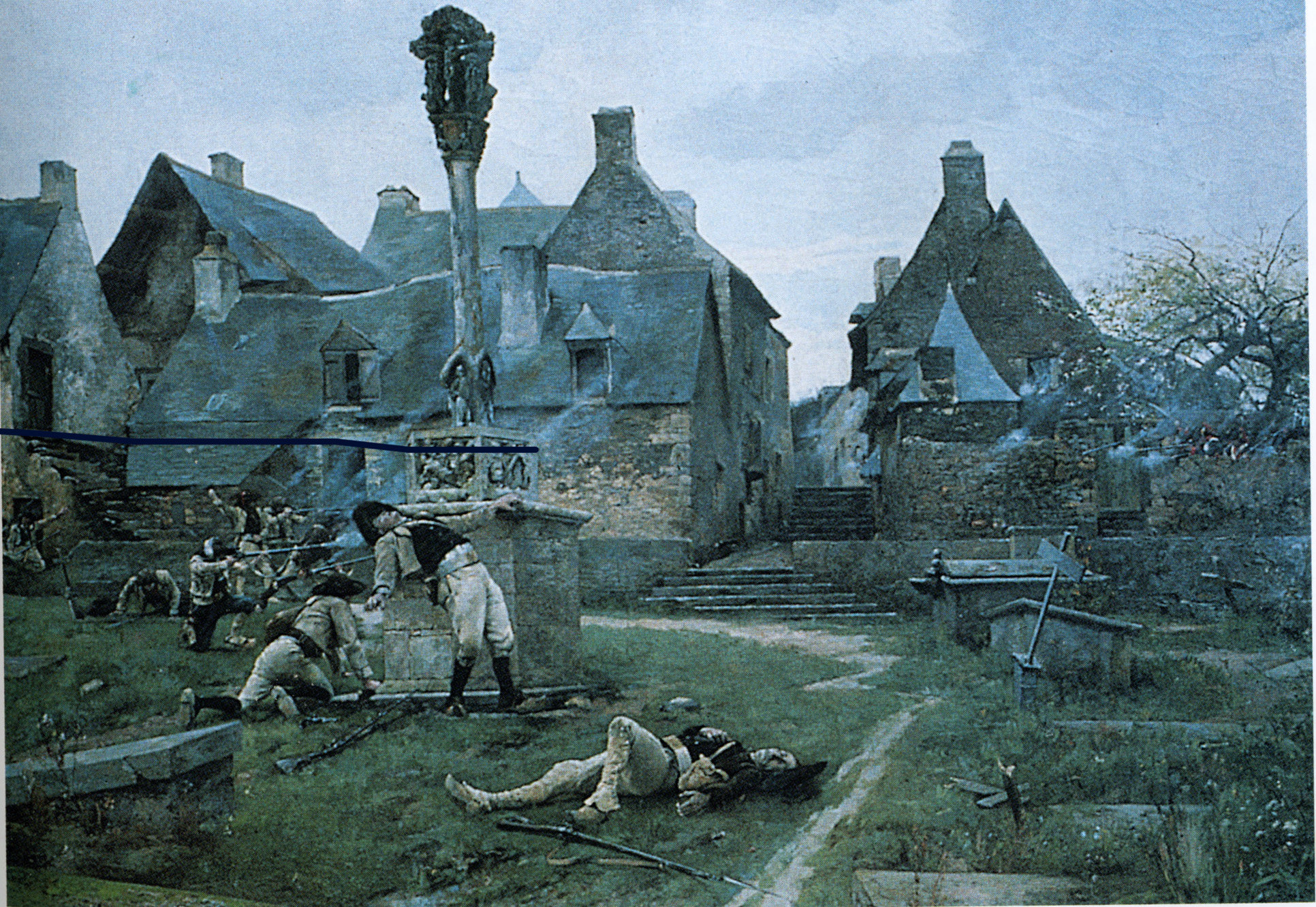
Defensa de Rochefort-en-Terre, 1793
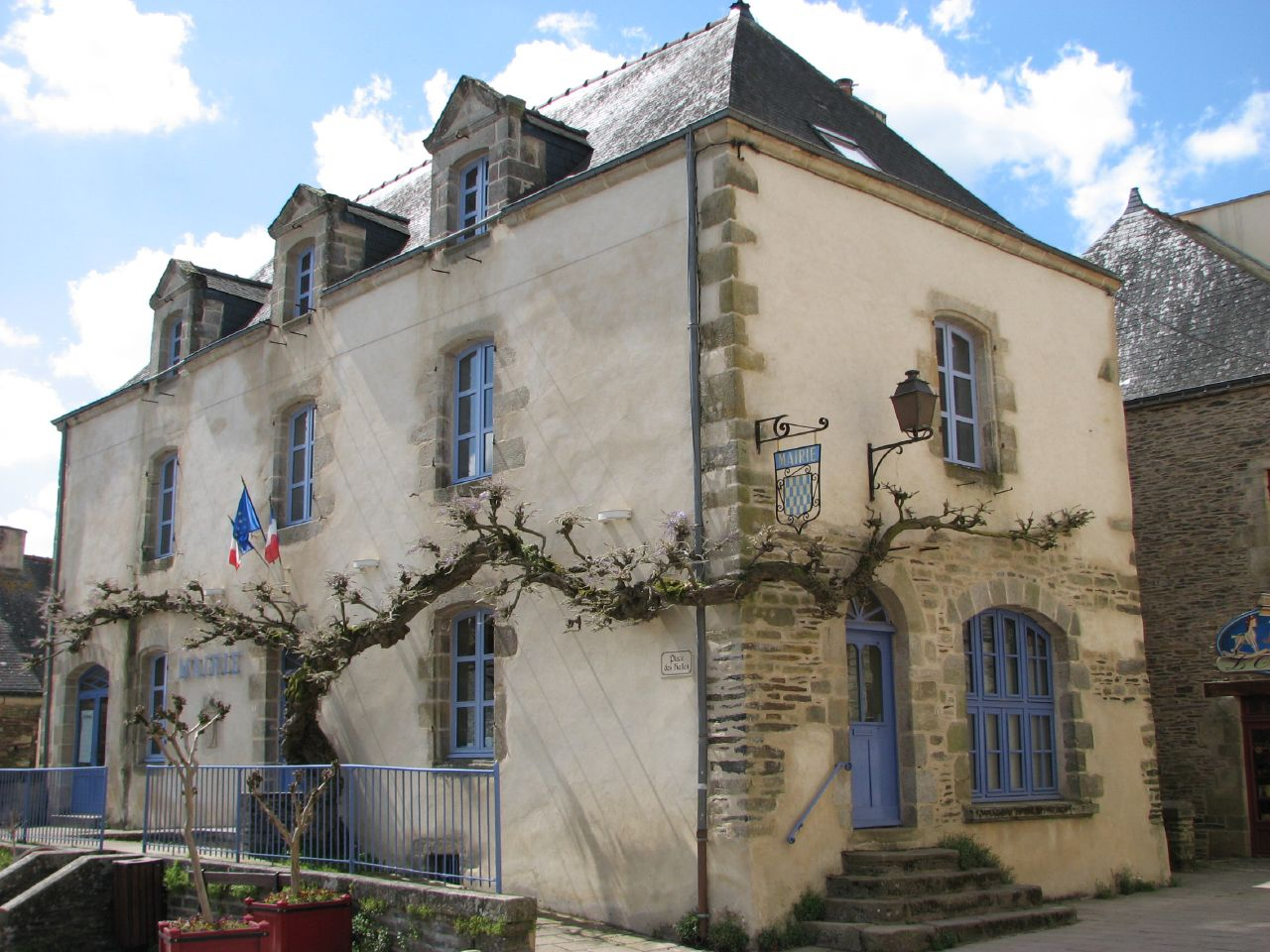
Alcaldia